# Michel Serrault
Michel Serrault (Brunoy, 24 de enero de 1928 - Équemauville, 29 de julio de 2007) fue un actor francés, sobre todo de carácter cómico, de teatro, cine y televisión. Trabajó en 135 películas, de las cuales ganó, entre otros premios, tres César.

## Biografía
Saltó a la popularidad por su papel de homosexual en la obra de teatro La jaula de las locas y en película homónima.
Sin embargo, su protagonismo en la película El placer de estar contigo es prácticamente inolvidable.
Estaba casado desde 1958 y había tenido dos hijas: una de ellas murió en un accidente, y la otra es la actriz Nathalie Serrault.
Murió de policondritis recidivante el 29 de julio de 2007, en su residencia de Équemauville, en Francia.

## Filmografía
- Zamore de Marcel L'Herbier (1954).
- Ah! Les belles bacchantes de Jean Loubignac (1954).
- Las diabólicas, de Henri-Georges Clouzot (1955).
- Cette sacrée gamine, de Michel Boisrond (1956).
- La vie est belle, de Roger Pierre y Jean-Marc Thibault (1956).
- La terreur des dames, de Jean Boyer (1956).
- Ça aussi c'est Paris, de Maurice Cloche (1957, cortometraje).
- Assassins et voleurs, de Sacha Guitry (1957).
- Adorables démons, de Maurice Cloche (1957).
- Musée Grévin, de Jacques Demy (1958, cortometraje).
- La naïf aux quarante enfants, de Philippe Agostini (1958).
- Nina, de Jean Boyer (1959).
- Oh! Qué mambo, de John Berry (1959).
- Messieurs les ronds de cuir de Henri Diamant-Berger (1959).
- Vous n'avez rien à déclarer?, de Clément Duhour (1959).
- Ma femme est une panthère, de Raymond Bailly (1960).
- Le divorce, episodio de La française et l'amour, de Christian-Jaque (1960).
- Candide ou l'optimisme au XXe siècle, de Norbert Carbonnaux]] (1961).
- On purge bébé, de Marcel Bluwal (1961, telefilm).
- La belle américaine, de Robert Dhéry (1961).
- Un clair de lune à Maubeuge, de Jean Chérasse (1962).
- La gamberge, de Norbert Carbonnaux (1962).
- Le repos du guerrier, de Roger Vadim (1962).
- Comment réussir en amour, de Michel Boisrond (1962).
- Il corvo e la volpe (Le corbeau et le renard) episodio de Le quattro verità (Les quatre vérités), de Hervé Bromberger (1962).
- Nous irons à Deauville, de Francis Rigaud (1962).
- Comment trouvez-vous ma soeur?, de Michel Boisrond (1963).
- Clémentine chérie, de Pierre Chevalier (1963).
- Carambolages, de Marcel Bluwal (1963).
- Bébert et l'omnibus, de Yves Robert (1963).
- Le loup et les chiens, episodio de la serie de televisiónLes fables de la Fontaine, de Hervé Bromberger (1964).
- Des pissenlits par la racine, de Georges Lautner (1964).
- Les durs à cuire ou Comment supprimer son prochain sans perdre l'appétit, de Jacques Pinoteau (1964).
- La chasse à l'homme, de Edouard Molinaro (1964).
- Jaloux comme un tigre, de Darry Cowl (1964).
- Les enquiquineurs, de Roland Quignon (1965).
- Les baratineurs, de Francis Rigaud (1965).
- Le caïd de Champignol, de Jean Bastia (1965).
- Le petit monstre, de Jean-Paul Sassy (1965).
- Quand passent les faisans, de Edouard Molinaro (1965).
- La bonne occase, de Michel Drach (1965).
- Cent briques et des tuiles, de Pierre Grimblat (1965).
- La tête du client, de Jacques Poitrenaud (1965).
- Du mou dans la gâchette, de Louis Grospierre (1966).
- Le monsieur de passage, episodio de Le lit à deux places, de François Dupont-Midi (1966).
- Imbrogli d'amore episodio de Les combinards, de Jean-Claude Roy (1966).
- Moi et les hommes de 40 ans, de Jacques Pinoteau (1966).
- Le grand bidule de Raoul André (1967).
- Il vizietto de Edouard Molinaro.
- L'ibis rouge de Jean-Pierre Mocky (1975).
- Pile ou face de Robert Enrico (1980).
- Arresto preventivo de Claude Miller
- À mort l'arbitre de Jean-Pierre Mocky (1984).
- Los fantasmas del sombrerero de Claude Chabrol.
- Le miraculé de Jean-Pierre Mocky (1987).
- Buon Natale... buon anno de Luigi Comencini (1989).
- Bonsoir de Jean-Pierre Mocky.
- Artemisia de Agnès Merlet (1997).
- El placer de estar contigo (1995).
- Vajont - La diga del disonore, de Renzo Martinelli (2001).

## Premios y candidaturas
Premios César
| Año  | Categoría            | Película                  | Resultado |
| ---- | -------------------- | ------------------------- | --------- |
| 1979 | César al mejor actor | La cage aux folles        | Ganador   |
| 1981 | César al mejor actor | La cage aux folles II     | Candidato |
| 1982 | César al mejor actor | Garde à vue               | Ganador   |
| 1984 | César al mejor actor | Mortelle randonnée        | Candidato |
| 1986 | César al mejor actor | On ne meurt que deux fois | Candidato |
| 1991 | César al mejor actor | Docteur Petiot            | Candidato |
| 1996 | César al mejor actor | Nelly et Monsieur Arnaud  | Ganador   |